# Concertgebouw (Brugge)
Het Concertgebouw is een cultureel complex in Brugge. Het gebouw, gelegen aan 't Zand, werd opgetrokken voor "Brugge 2002 Culturele hoofdstad van Europa", al waren er reeds in de jaren 1990 plannen om een dergelijk project op te starten in Brugge, uitgaande van de provincie West-Vlaanderen.

## Het gebouw
Het gebouw is van een ontwerp van het architectenduo Paul Robbrecht en Hilde Daem. De gevels zijn bekleed met duizenden rode terracottategels, 68.000 in totaal, alle gebakken in Sint-Omaars in Noord-Frankrijk. De Lantaarntoren zelf bestaat voornamelijk uit glas. Het interieur is eerder sober. 
Behalve een grote concertzaal die beschikt over 1290 zitplaatsen op drie niveaus, is er een kamermuziekzaal die plaats biedt aan 320 toeschouwers. Op het gelijkvloers is er het Concertgebouwcafé en op de zevende verdieping, de bovenste etage van de Lantaarntoren, is er een expositieruimte voor hedendaagse kunst. Men heeft er ook een goed uitzicht over de stad. Dankzij enkele bijzondere architecturale ingrepen, zoals de 4.696 veren waarop het hele gebouw rust, biedt het Concertgebouw een uitstekende akoestiek en behoort op dat vlak tot de wereldtop.
Het Concertgebouw behoort tot de locaties waar het MAfestival Brugge voor oude muziek zich afspeelt. Ook het Antwerp Symphony Orchestra en het Symfonieorkest Vlaanderen concerteren er regelmatig. Van laatstgenoemd orkest was het de thuisbasis totdat het in 2017 verhuisde naar De Bijloke in Gent. Ook Anima Eterna Brugge heeft het Concertgebouw als thuis.
In 2022 werd de Lantaarntoren hernoemd in "Lantaarntoren Patrick Moenaert", een eerbetoon aan Patrick Moenaert, die als burgemeester mee aan de basis stond van het gebouw.

## Trivia
- Ter gelegenheid van de opening van het gebouw werd een bier gebrouwen, Terracotta, verwijzend naar de vele terracottategels.

## Galerij

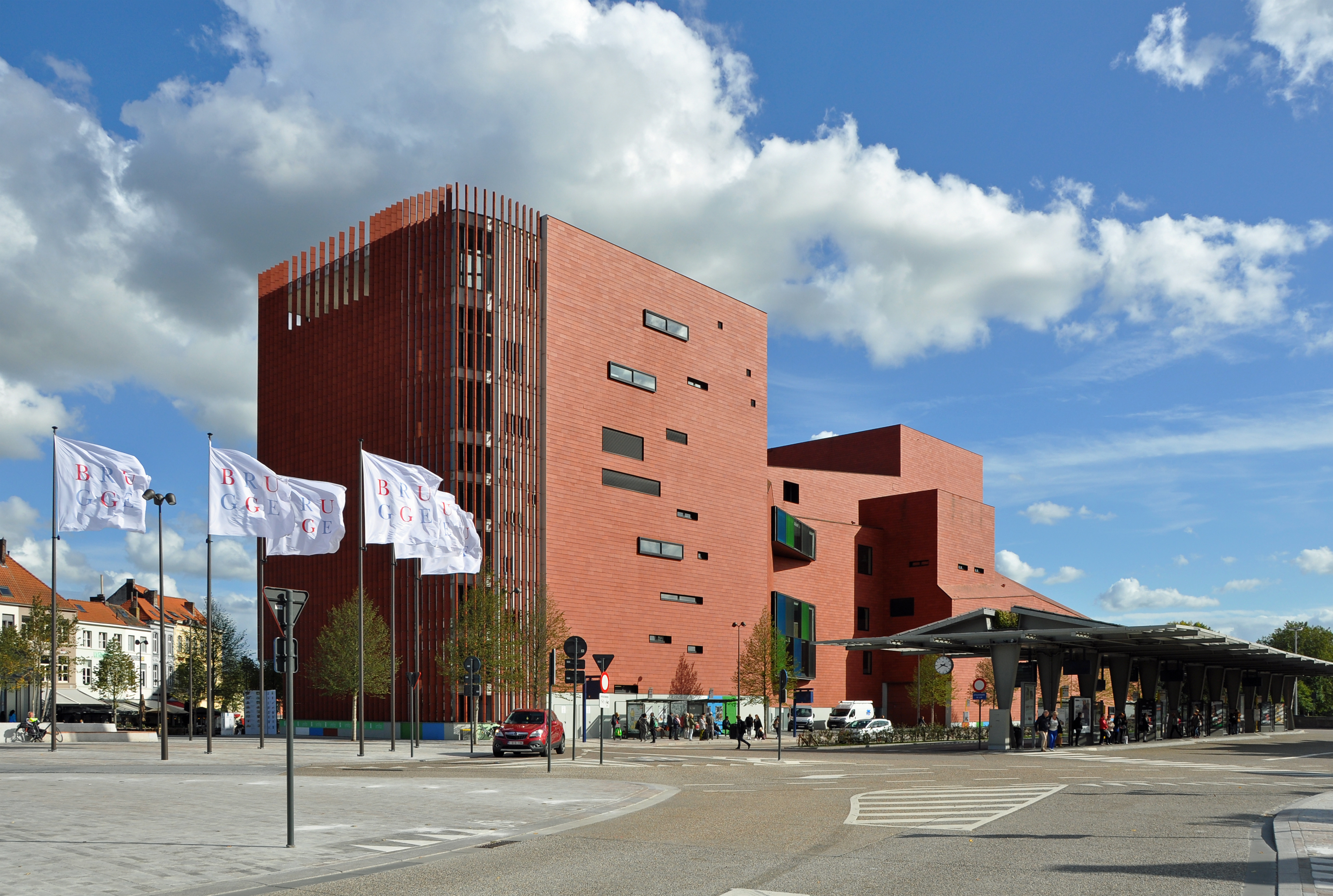
Concertgebouw
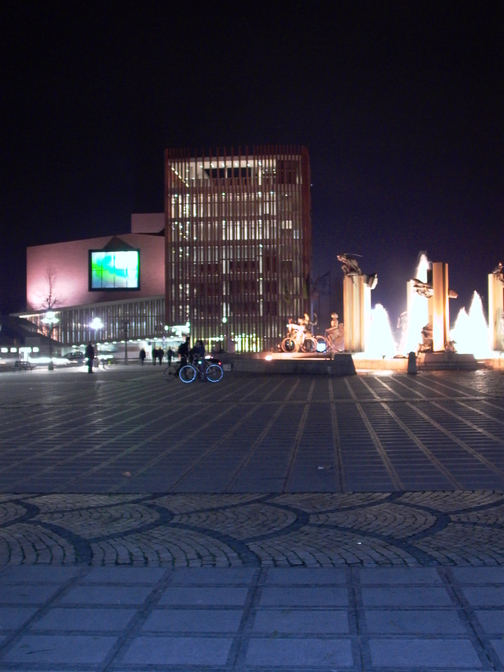
't Zand en het Concertgebouw met de Lantaarntoren.
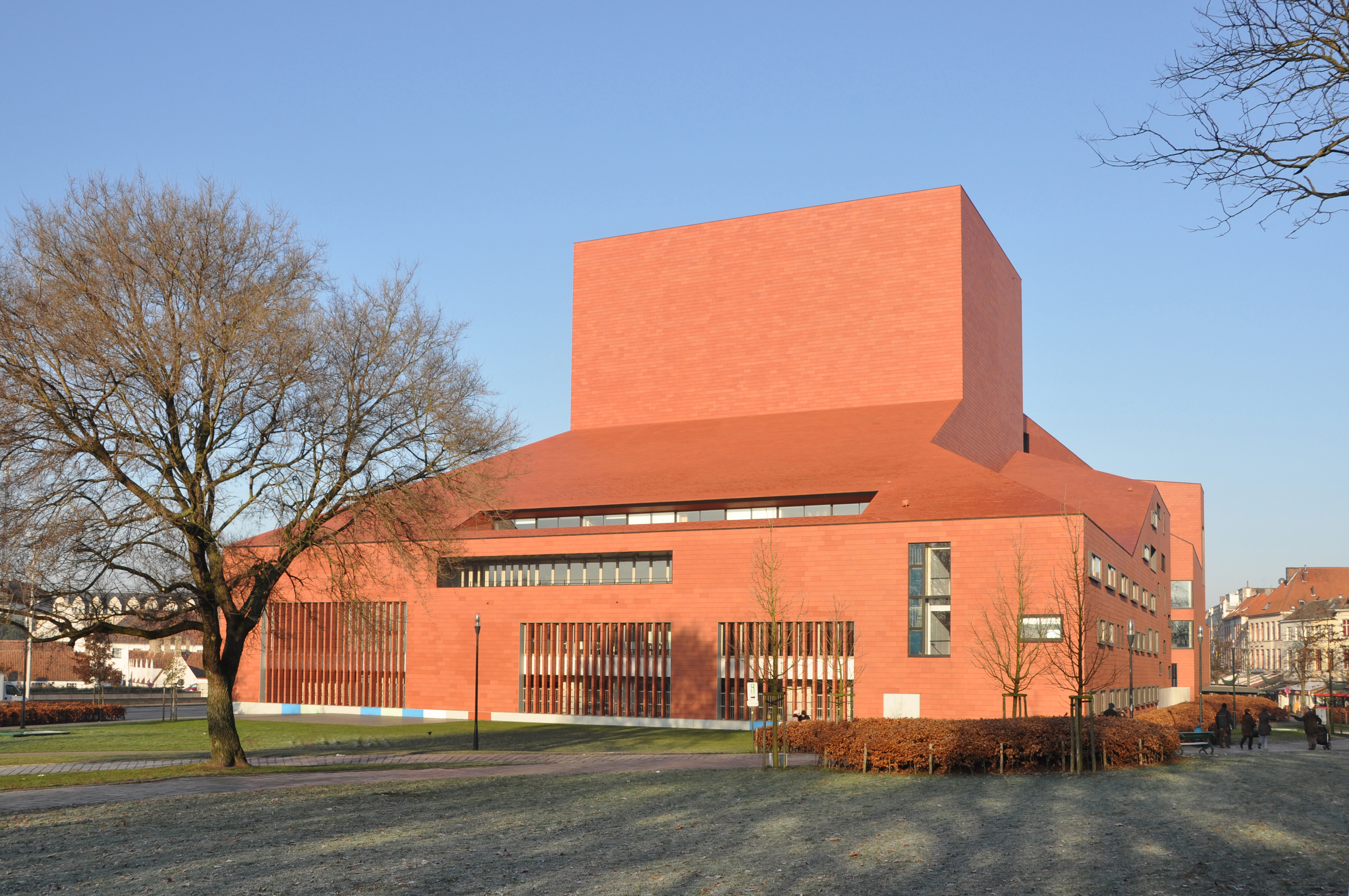
Concertgebouw, achterzijde.
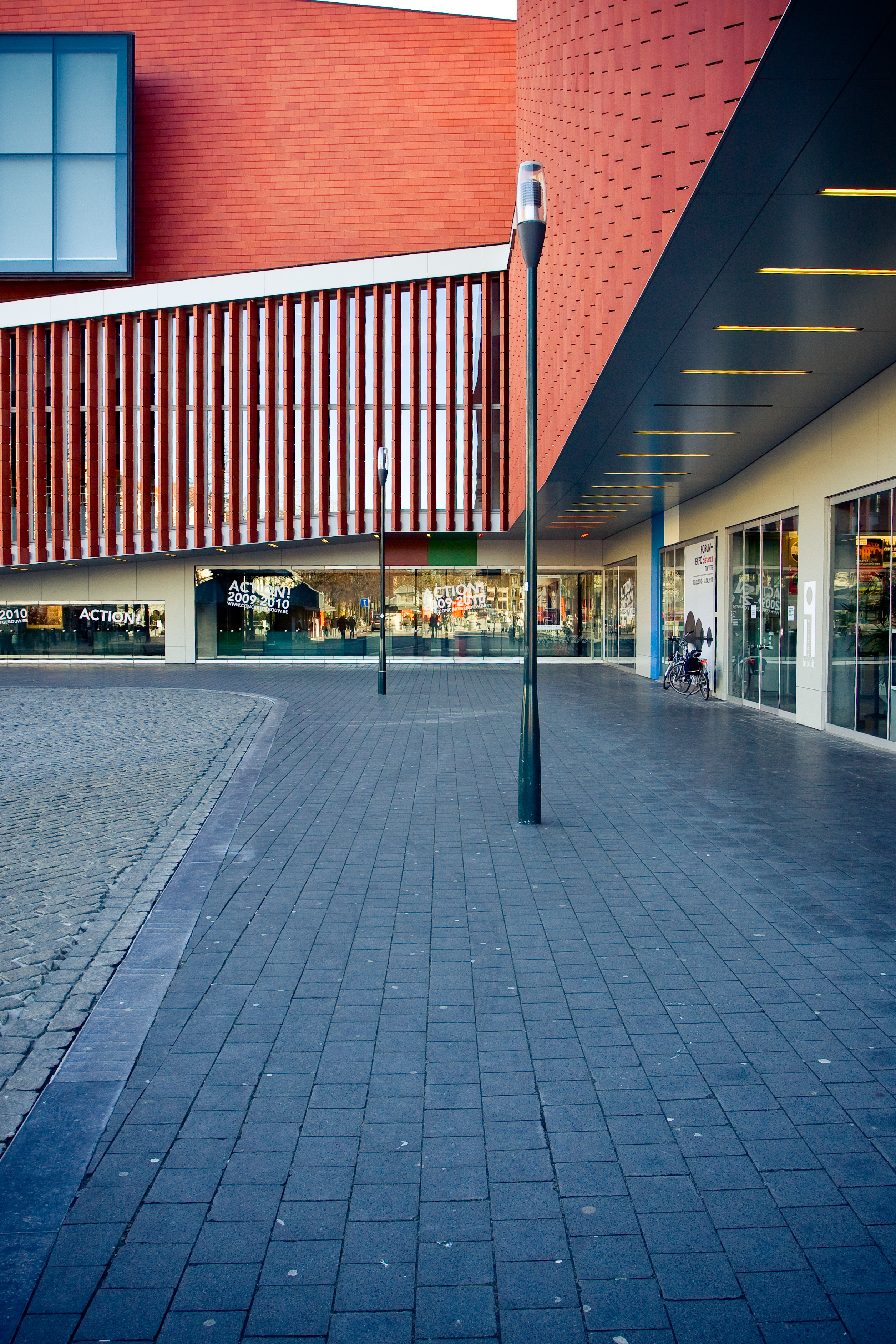
De hoofdingang (achteraan) van en het toerismekantoor (rechts) in het Concertgebouw.
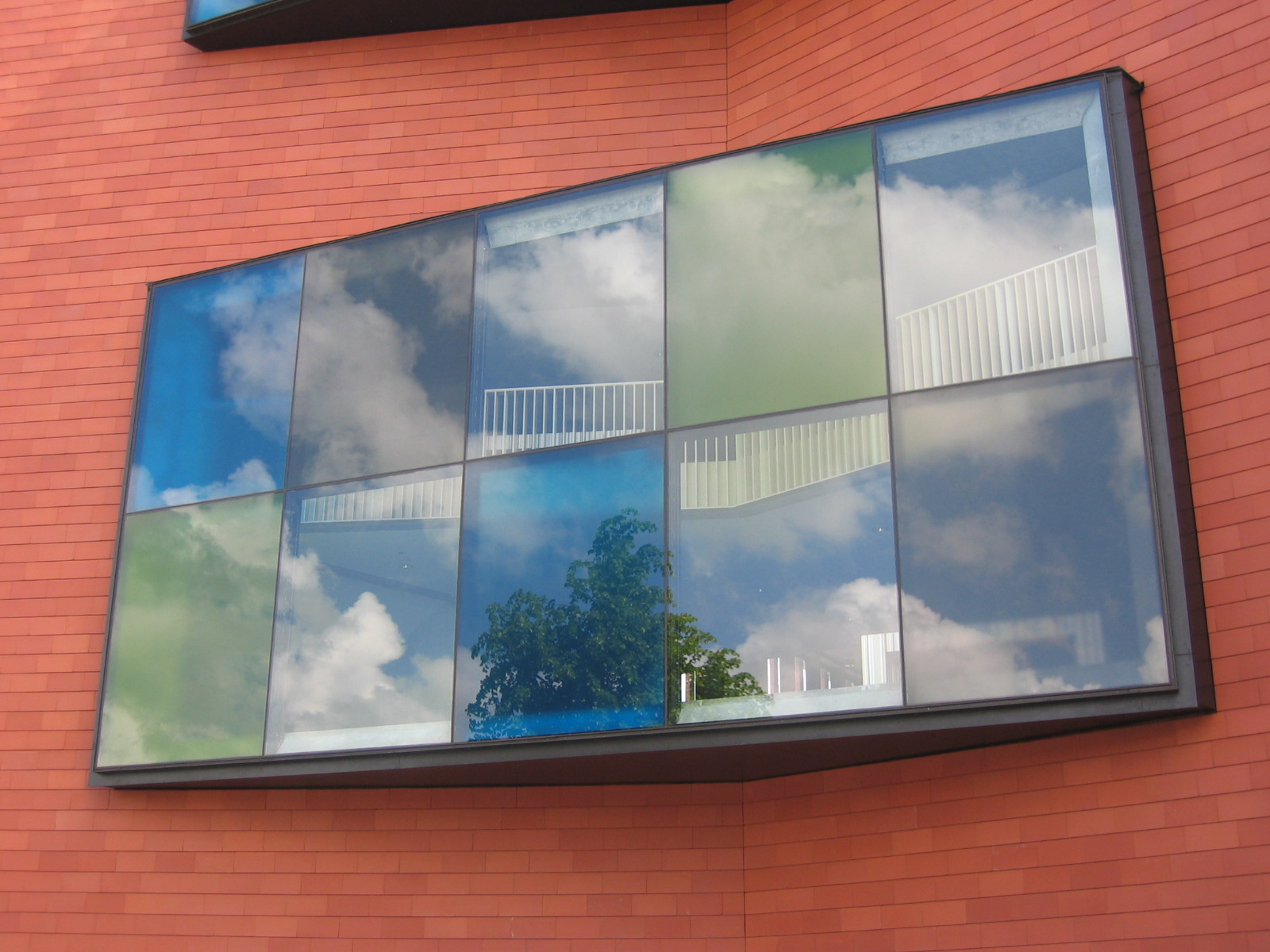
Detail uit de westelijke gevel.
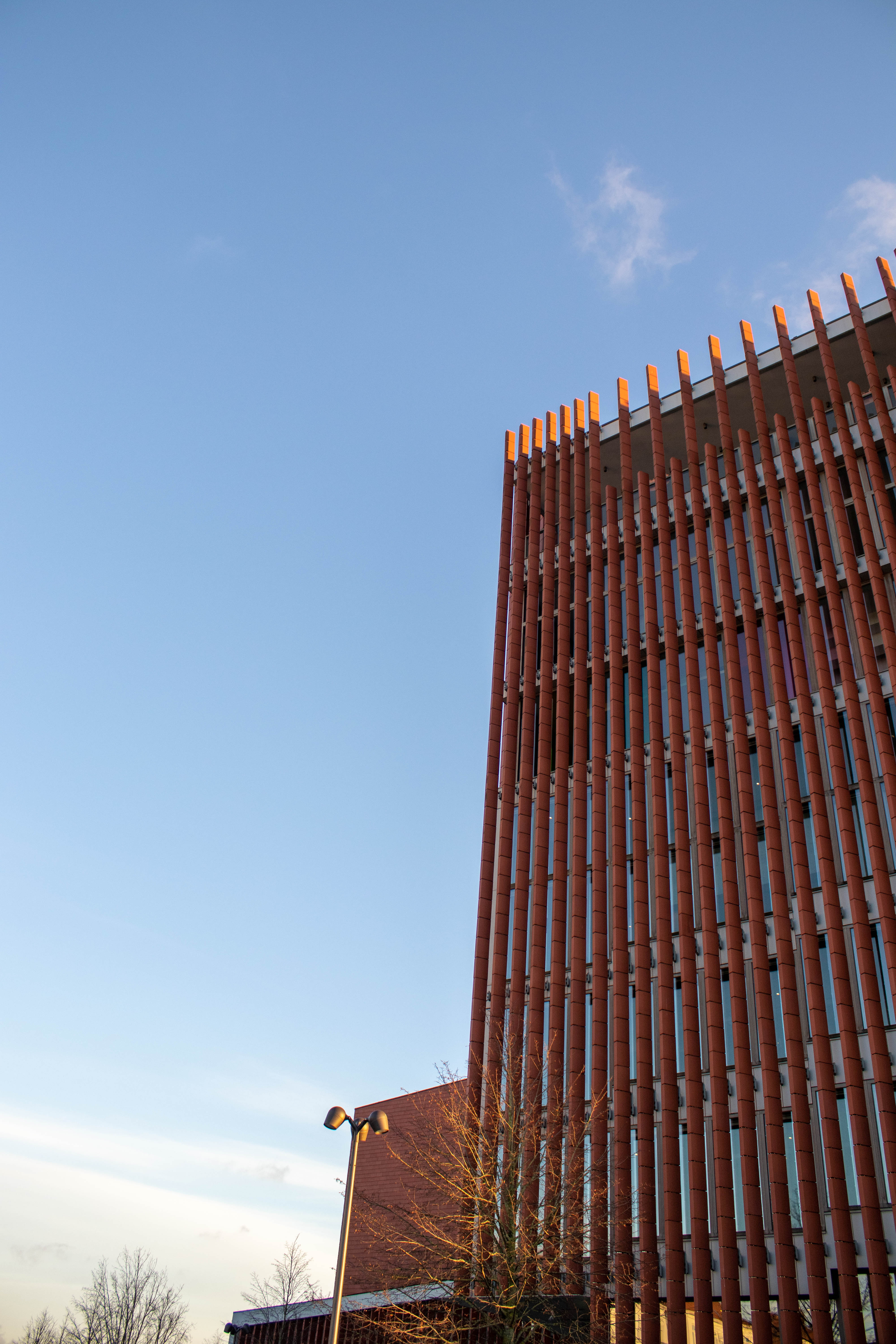
Concertgebouw